# 158. brigada »Antonio Gramsci«
Za druge 158. brigade glejte 158. brigada.
158. brigada »Antonio Gramsci«  je bila brigada v sestavi Narodnoosvobodilne vojske in partizanskih odredov Jugoslavije in ki je delovala med drugo svetovno vojno na področju Kraljevine Jugoslavije.

## Zgodovina
158. brigada "Antonio Gramsci" je nastala iz 3. udarne brigade divizije Garibaldi Natisone 7. 11. 1944, ko je bila divizija z ukazom podrejena 9. korpusu NOV in PO Jugoslavije. Delovala je na območju Brd.

## Organizacija
- štab
- 5x bataljon